# Andrew Norwell
Andrew Norwell (Cincinnati, Ohio; 25 de octubre de 1991) es un jugador profesional de fútbol americano estadounidense que juega en la posición de guard y actualmente milita en los Washington Commanders de la National Football League (NFL).

## Biografía
Norwell asistió a la preparatoria Anderson High School en Cincinnati, Ohio, donde practicó fútbol americano. Al finalizar la preparatoria, fue considerado como un atleta de cuatro estrellas y el 9.º mejor offensive tackle de la nación por Rivals.com.
Posteriormente, asistió a la Universidad Estatal de Ohio donde jugó con los Ohio State Buckeyes desde 2010 a 2013 y jugó como titular en 39 de 50 juegos. En su última temporada en 2013, ayudó a los Buckeyes a ocupar el quinto lugar a nivel nacional en juego terrestre (308.6 yardas por juego) mientras estableció récords escolares de puntos anotados (637), touchdowns (87) y pases de touchdown (38). Fue nombrado para el primer equipo All-Big Ten por segunda temporada consecutiva.

## Carrera

### Carolina Panthers
Luego de no ser seleccionado en el Draft de la NFL de 2014, el 12 de mayo de 2014 Norwell firmó un contrato de tres años y $1,530,000 con los Carolina Panthers como agente libre no reclutado.
Con la línea ofensiva de los Panthers teniendo problemas, Norwell fue insertado en la alineación titular en la Semana 7. Después de la Semana 10, Pro Football Focus calificó a Norwell como el noveno mejor guardia de la NFL, por delante de otros dos guardias novatos de alto perfil, Zack Martin y Joel Bitonio. Su aparición en la alineación titular ayudó a los Panthers a ocupar el séptimo lugar en la NFL en carreras terrestres, incluidas 975 yardas, líderes de la liga en los últimos cinco juegos. Norwell también estuvo entre los jugadores menos penalizados en la posición, y durante toda la temporada no permitió una sola captura (sack) y solo un golpe de mariscal de campo.
En 2015, Norwell repitió su buena temporada como novato, jugando como titular en 13 encuentros como parte del interior de una línea ofensiva que incluía al guardia Trai Turner y al centro Ryan Kalil, considerada la segunda mejor de la NFL por Pro Football Focus. El 7 de febrero de 2016, Norwell formó parte del equipo de los Panthers que jugó en el Super Bowl 50. En el juego, los Panthers cayeron ante los Denver Broncos por una puntuación de 24–10.
En 2016, Norwell fue titular en los 16 juegos de temporada regular y fue considerado el octavo mejor guardia por Pro Football Focus.
El 7 de marzo de 2017, los Panthers colocaron una licitación de segunda ronda sobre Norwell, quien iba a ser un agente libre restringido. El 17 de abril de 2017, Norwell firmó oficialmente su oferta con los Panthers. Comenzó los 16 juegos como guardia izquierdo, y fue nombrado All-Pro del primer equipo. Tuvo la mejor calificación en jugadas de pase entre los guardias de la liga (90.7) y no permitió capturas ni golpes al mariscal de campo en toda la temporada, según Pro Football Focus.

### Jacksonville Jaguars
El 15 de marzo de 2018, Norwell firmó un contrato con los Jacksonville Jaguars por cinco años y $ 6.5 millones con los con $30 millones garantizados, lo que en ese momento lo convirtió en el guardia mejor pagado de la liga. Comenzó los primeros 11 juegos como guardia izquierdo antes de sufrir una lesión en el tobillo en la Semana 12, por lo que fue colocado en la lista de reservas de lesionados el 26 de noviembre de 2018. Terminó 12.º entre los guardias con una calificación de 82.1 en jugadas de pase y permitió solo 14 presiones al mariscal de campo.
Volvió a jugar en 2019, donde fue titular en los 16 juegos de temporada regular.
El 28 de noviembre de 2020, Norwell fue colocado en la reserva de lesionados después de sufrir una lesión en el antebrazo en la Semana 11. El 19 de diciembre de 2020, Norwell fue reactivado luego de perderse tres encuentros. 
En 2021, Norwell fue titular en los 17 juegos del equipo y obtuvo una calificación general de 67.1 por parte de Pro Football Focus, además de su octava calificación consecutiva de 70.0 o más en bloqueo de jugadas de pase.

### Washington Commanders
Norwell firmó un contrato de dos años con los Washington Commanders el 17 de marzo de 2022.